# Amy Winehouse-diszkográfia
Amy Winehouse angol énekesnő-dalszerző diszkográfiája két stúdióalbumból, két koncertalbumból, egy válogatásalbumból, öt középlemezből és tizennégy kislemezből áll. 2011. július 23-án bekövetkezett haláláig Winehouse 1,75 millió kislemezt és 3,98 millió albumot adott el az Egyesült Királyságban. Az Egyesült Államokban 2011-ig 3,4 millió kislemezt, valamint 2,7 millió albumot értékesítettek.
Winehouse Frank című debütáló albuma 2003 októberében jelent meg az Island Records gondozásában, és a harmadik helyig jutott a brit albumeladási listán, azonban a lemezről megjelentetett négy kislemez közül egyik sem tudott a legjobb 50 közé jutni a brit kislemezlistán. 2006 októberében jelent meg második stúdióalbuma Back to Black címmel, ami meghozta az áttörő sikert Winehouse karrierjében. Első helyezést ért el az Egyesült Királyság albumlistáján, és a hetedik helyig jutott az Egyesült Államok Billboard 200 listáján. A Brit Hanglemezgyártók Szövetsége tizenegyszeres platinalemez minősítéssel illette az albumot, amely 2007-ben az Egyesült Királyság legnagyobb példányszámban eladott albuma volt. A Back to Black elsőként megjelent kislemeze, a Rehab Winehouse legnagyobb sikere lett, a hetedik helyig jutott a brit kislemezlistán, míg a kilencedik volt az Egyesült Államok Billboard Hot 100 listáján. Az album második kislemeze, a You Know I’m No Good a 18. helyig jutott az Egyesült Királyságban. Címadó dala a nyolcadik helyig emelkedett hazájában. Kislemezként jelentek meg továbbá a Tears Dry on Their Own, a Love Is a Losing Game dalok. 2007 novemberében megjelent a Back to Black speciális deluxe változata, amely szintén első lett a brit albumlistán. 2018 októberéig a Back to Black 3,93 millió példányban kelt el, ezzel minden idők 13. legkelendőbb albuma lett az Egyesült Királyságban.
Winehouse más előadókkal is együttműködött, melyek közül a legsikeresebb a Mark Ronson Version című albumára készült Valerie volt, amely a második helyig jutott a brit kislemezlistán. Közreműködött az egykori Sugababes tag, Mutya Buena B Boy Baby című dalán, amely az énekesnő debütáló albumának (Real Girl) utolsó kislemeze volt. Winehouse utolsó stúdiófelvétele a Body and Soul volt, melyet Tony Bennett-tel együtt vett fel 2011 márciusában. A dal helyet kapott Winehouse posztumusz kiadott Lioness: Hidden Treasures című válogatásalbumán, valamint Bennett Duets II albumán. 2015-ben a Winehouse életét és halálát bemutató, a kritikusok által elismert Amy – Az Amy Winehouse-sztori című dokumentumfilmhez egy azonos című eredeti soundtrack is készült, amely Winehouse ismert számait, korábban nem hallott dalokat, ritka élő felvételeket, feldolgozásokat és Antônio Pinto filmzeneszerző által készített számokat tartalmaz. Ez Winehouse második posztumusz válogatásalbuma. A filmzene a 19. helyen végzett az Egyesült Királyság albumlistáján.

## Albumok
= Gyémántlemez
 = Platinalemez
 = Aranylemez
 = Ezüstlemez

### Stúdióalbumok
| Cím           | Album adatok                                                                            | Legjobb helyezések | Legjobb helyezések | Legjobb helyezések | Legjobb helyezések | Legjobb helyezések | Legjobb helyezések | Legjobb helyezések | Legjobb helyezések | Legjobb helyezések | Legjobb helyezések | Eladások                                                  | Minősítések |
| Cím           | Album adatok                                                                            | UK                 | AUS                | AUT                | FRA                | GER                | IRE                | NL                 | NZ                 | SWI                | US                 | Eladások                                                  | Minősítések |
| ------------- | --------------------------------------------------------------------------------------- | ------------------ | ------------------ | ------------------ | ------------------ | ------------------ | ------------------ | ------------------ | ------------------ | ------------------ | ------------------ | --------------------------------------------------------- | --- |
| Frank         | - Megjelent: 2003. október 20. - Kiadó: Island - Formátumok: CD, LP, digitális letöltés | 3                  | 23                 | 5                  | 9                  | 9                  | 9                  | 7                  | 22                 | 16                 | 33                 | - UKː 1 000 000 - US: 315 000                             | - BPI: 3× Platinalemez - ARIA: Aranylemez - BVMI: Platinalemez - IFPI AUT: Aranylemez - IFPI SWI: Platinalemez |
| Back to Black | - Megjelent: 2006. október 27. - Kiadó: Island - Formátumok: CD, LP, digitális letöltés | 1                  | 4                  | 1                  | 1                  | 1                  | 1                  | 1                  | 1                  | 1                  | 2                  | - Világszerteː 16 000 000 - UK: 4 000 000 - US: 3 000 000 | - BPI: 15× Platinalemez - ARIA: 6× Platinalemez - BVMI: 6× Platinalemez - IFPI AUT: 7× Platinalemez - IFPI SWI: 7× Platinalemez - NVPI: 5× Platinalemez - RIAA: 2x Platinalemez - RMNZ: 3× Platinalemez - SNEP: 2x Platinalemez |

### Koncertalbumok
| Amy Winehouse at the BBC                                    | - Megjelent: 2012. november 19. - Kiadó: Island, Lioness - Formátumok: CD + DVD szett, LP | 33 | 10 | 12 | 27 | 9  | 41 | 41 | 60 |
| Live at Glastonbury 2007                                    | - Megjelent: 2022. június 3. - Kiadó: Island, Lioness - Formátum: 2 LP                    | —  | 4  | —  | —  | 19 | —  | —  | 48 |
| "—" nem szerepelt listán, vagy nem jelent meg az országban. |                                                                                           |    |    |    |    |    |    |    |    |

### Válogatásalbumok
| Cím                       | Album adatok                                                                                     | Legjobb helyezések | Legjobb helyezések | Legjobb helyezések | Legjobb helyezések | Legjobb helyezések | Legjobb helyezések | Legjobb helyezések | Legjobb helyezések | Legjobb helyezések | Legjobb helyezések | Eladások                                             | Minősítések |
| Cím                       | Album adatok                                                                                     | UK                 | AUS                | AUT                | FRA                | GER                | IRE                | NL                 | NZ                 | SWI                | US                 | Eladások                                             | Minősítések |
| ------------------------- | ------------------------------------------------------------------------------------------------ | ------------------ | ------------------ | ------------------ | ------------------ | ------------------ | ------------------ | ------------------ | ------------------ | ------------------ | ------------------ | ---------------------------------------------------- | --- |
| Lioness: Hidden Treasures | - Megjelent: 2011. december 2. - Kiadó: Island, Lioness - Formátumok: CD, LP, digitális letöltés | 1                  | 8                  | 1                  | 2                  | 3                  | 4                  | 1                  | 2                  | 1                  | 5                  | - Világszerte: 2 400 000 - UK: 750 000 - US: 423 000 | - BPI: 3x Platinalemez - ARIA: Platinalemez - BVMI: Platinalemez - IFPI AUT: Platinalemez - IFPI SWI: Platinalemez - IRMA: 2x Platinalemez - RMNZ: Platinalemez |

### Remixalbumok
| Cím     | Album adatok                                                     | Legjobb helyezések | Legjobb helyezések | Legjobb helyezések | Legjobb helyezések | Legjobb helyezések |
| Cím     | Album adatok                                                     | UK                 | NL                 | US                 | US R&B             | US Dance           |
| ------- | ---------------------------------------------------------------- | ------------------ | ------------------ | ------------------ | ------------------ | ------------------ |
| Remixes | - Megjelent: 2021. július 17. - Kiadó: Republic - Formátum: 2×LP | 94                 | 96                 | 151                | 15                 | 2                  |

### Filmzene albumok
| Cím                                                   | Album adatok                                                                            | Legjobb helyezések | Legjobb helyezések | Legjobb helyezések | Legjobb helyezések | Legjobb helyezések | Legjobb helyezések | Legjobb helyezések | Minősítések       |
| Cím                                                   | Album adatok                                                                            | UK                 | UK R&B             | UK OST             | NL                 | SWI                | US R&B/HH          | US OST             | Minősítések       |
| ----------------------------------------------------- | --------------------------------------------------------------------------------------- | ------------------ | ------------------ | ------------------ | ------------------ | ------------------ | ------------------ | ------------------ | ----------------- |
| Amy                                                   | - Megjelent: 2015. október 30. - Kiadó: Island - Formátumok: CD, LP, digitális letöltés | 19                 | 4                  | 1                  | 51                 | 57                 | 28                 | 11                 | - BPI: Ezüstlemez |
| Back To Black: Songs from the Original Motion Picture | - Megjelent: 2024. május 17. - Kiadó: Island - Formátumok: CD, LP, digitális letöltés   |                    | 2                  | 1                  |                    |                    |                    |                    |                   |

### Box szettek
| Frank / Back to Black                                       | - Megjelent: 2008. november 21. - Kiadó: Island - Formátumok: 4 CD, digitális letöltés                                     | 10 | 18 | 38  | —  | 48 | 16 | 20 |
| The Album Collection                                        | - Megjelent: 2012. szeptember 21. - Kiadó: Island - Formátum: 3 CD                                                         | —  | —  | 109 | 95 | —  | —  | 86 |
| Amy Winehouse: At the BBC                                   | - Megjelent: 2012. november 19. - Kiadó: Island, Lioness - Formátum: 3 DVD + CD, 3 LP, 3 CD, digitális letöltés, streaming | —  | —  | —   | —  | —  | —  | —  |
| The Collection                                              | - Megjelent: 2015. december 11. - Kiadó: Island - Formátum: 8 LP                                                           | —  | —  | —   | 95 | —  | —  | —  |
| 12×7: The Singles Collection                                | - Megjelent: 2020. november 20. - Kiadó: Universal - Formátum: 12-7″                                                       | —  | —  | —   | —  | —  | —  | —  |
| The Collection                                              | - Megjelent: 2020. november 27. - Kiadó: Island - Formátum: 5 CD                                                           | —  | —  | —   | —  | —  | —  | —  |
| "—" nem szerepelt listán, vagy nem jelent meg az országban. | |    |    |     |    |    |    |    |

## Középlemezek
| Sessions@AOL                                                | - Megjelent: 2004. június 1. - Kiadó: Island - Formátum: digitális letöltés             | —   |
| iTunes Festival:London 2007                                 | - Megjelent: 2007. augusztus 13. - Kiadó: Island - Formátum: digitális letöltés         | —   |
| Back to Black: B-Sides                                      | - Megjelent: 2008. január 15. - Kiadó: Universal - Formátum: digitális letöltés         | 101 |
| Frank (B-Sides)                                             | - Megjelent: 2008. május 13. - Kiadó: Universal - Formátum: digitális letöltés          | —   |
| I Told You I Was Trouble: Live in London                    | - Megjelent: 2021. február 5. - Kiadó: Island, Universal - Formátum: digitális letöltés | —   |
| "—" nem szerepelt listán, vagy nem jelent meg az országban. |                                                                                         |     |

## Kislemezek
= Gyémántlemez
 = Platinalemez
 = Aranylemez
 = Ezüstlemez

### Önálló előadóként
| Cím                                                         | Év   | Legjobb helyezések | Legjobb helyezések | Legjobb helyezések | Legjobb helyezések | Legjobb helyezések | Legjobb helyezések | Legjobb helyezések | Legjobb helyezések | Legjobb helyezések | Legjobb helyezések | Minősítések                                                                                                  | Album                     |
| Cím                                                         | Év   | UK                 | AUS                | AUT                | FRA                | GER                | IRE                | NL                 | NZ                 | SWI                | US                 | Minősítések                                                                                                  | Album                     |
| ----------------------------------------------------------- | ---- | ------------------ | ------------------ | ------------------ | ------------------ | ------------------ | ------------------ | ------------------ | ------------------ | ------------------ | ------------------ | --- | ------------------------- |
| Stronger Than Me                                            | 2003 | 71                 | —                  | —                  | —                  | —                  | —                  | 87                 | —                  | —                  | —                  | - BPI: Ezüstlemez                                                                                            | Frank                     |
| Take the Box                                                | 2004 | 57                 | —                  | —                  | —                  | —                  | —                  | —                  | —                  | —                  | —                  | | Frank                     |
| In My Bed / You Sent Me Flying                              | 2004 | 60                 | —                  | —                  | —                  | —                  | —                  | —                  | —                  | —                  | —                  | | Frank                     |
| Pumps / Help Yourself                                       | 2004 | 65                 | —                  | —                  | —                  | —                  | —                  | —                  | —                  | —                  | —                  | | Frank                     |
| Rehab                                                       | 2006 | 7                  | 27                 | 19                 | 11                 | 23                 | 21                 | 13                 | 12                 | 11                 | 9                  | - BPI: 2x Platinalemez - BVMI: Platinalemez - IFPI SWI: Platinalemez - RIAA: Platinalemez - RMNZ: Aranylemez | Back to Black             |
| You Know I’m No Good                                        | 2007 | 18                 | 89                 | 50                 | 17                 | 71                 | 39                 | 27                 | —                  | 7                  | 77                 | - BPI: Platinalemez - BVMI: Aranylemez - IFPI SWI: Platinalemez                                              | Back to Black             |
| Back to Black                                               | 2007 | 8                  | 56                 | 3                  | 15                 | 8                  | 11                 | 18                 | —                  | 8                  | —                  | - BPI: 3x Platinalemez - BVMI: 3x Aranylemez - IFPI SWI: Platinalemez - RIAA: Platinalemez                   | Back to Black             |
| Tears Dry on Their Own                                      | 2007 | 16                 | —                  | —                  | 87                 | 56                 | 26                 | 100                | —                  | —                  | —                  | - BPI: 2x Platinalemez                                                                                       | Back to Black             |
| Love Is a Losing Game                                       | 2007 | 33                 | —                  | —                  | —                  | —                  | 33                 | 88                 | —                  | —                  | —                  | - BPI: Platinalemez                                                                                          | Back to Black             |
| Body and Soul (Tony Bennett-tel)                            | 2011 | 40                 | 97                 | 36                 | 27                 | 31                 | —                  | 9                  | —                  | 35                 | 87                 | | Lioness: Hidden Treasures |
| Our Day Will Come                                           | 2011 | 29                 | —                  | —                  | 54                 | —                  | —                  | 52                 | —                  | 69                 | —                  | - BPI: Ezüstlemez                                                                                            | Lioness: Hidden Treasures |
| "—" nem szerepelt listán, vagy nem jelent meg az országban. |      |                    |                    |                    |                    |                    |                    |                    |                    |                    |                    | |                           |

### Közreműködő előadóként
| Valerie (Mark Ronson featuring Amy Winehouse)               | 2007 | 2   | 5 | 3 | 3 | 1 | 39 | 4 | - BPI: 4x Platinalemez - ARIA: 3x Platinalemez - BVMI: Aranylemez | Version      |
| B Boy Baby (Mutya Buena featuring Amy Winehouse)            | 2007 | 73  | — | — | — | — | —  | — |                                                                   | Real Girl    |
| Cherry Wine (Nas featuring Amy Winehouse)                   | 2012 | 144 | — | — | — | — | —  | — |                                                                   | Life Is Good |
| "—" nem szerepelt listán, vagy nem jelent meg az országban. |      |     |   |   |   |   |    |   |                                                                   |              |

## Egyéb slágerlistás dalok
| Cím                                                         | Év   | Legjobb helyezések | Legjobb helyezések | Legjobb helyezések | Legjobb helyezések | Legjobb helyezések | Legjobb helyezések | Minősítések         | Album                     |
| Cím                                                         | Év   | UK                 | AUT                | GER                | IRE                | SWI                | US Bub.            | Minősítések         | Album                     |
| ----------------------------------------------------------- | ---- | ------------------ | ------------------ | ------------------ | ------------------ | ------------------ | ------------------ | ------------------- | ------------------------- |
| Me & Mr Jones                                               | 2006 | —                  | —                  | —                  | —                  | —                  | —                  | - BPI: Aranylemez   | Back to Black             |
| Valerie (szóló Live Lounge verzió)                          | 2007 | 37                 | 35                 | 48                 | 33                 | 44                 | —                  | - BPI: Platinalemez | Back to Black             |
| Cupid                                                       | 2008 | —                  | —                  | —                  | —                  | 49                 | —                  |                     | Back to Black             |
| Will You Still Love Me Tomorrow? (2011)                     | 2011 | 62                 | —                  | —                  | —                  | —                  | 3                  | - BPI: Ezüstlemez   | Lioness: Hidden Treasures |
| "—" nem szerepelt listán, vagy nem jelent meg az országban. |      |                    |                    |                    |                    |                    |                    |                     |                           |

## Videográfia

### Videó albumok
| Cím                                                          | Adatok | Megjegyzések |
| ------------------------------------------------------------ | --- | --- |
| Sympatico MSN PresentsAmy Winehouse Live @ The Orange Lounge | - Felvétel: 2007. május 11. - Megjelent: 2007. október 23. - Kiadó: Universal Republic - Formátum: DVD         | - Unplugged, a Back to Black, a Rehab, a You Know I’m No Good és a Love Is a Losing Game stúdióbeli előadása - A Sharon Jones & The Dap-Kings gitárosa, Binky Griptite kíséretében - A felvétel a torontói Orange Lounge Recording Studio-ban készült - A Back to Black exkluzív Best Buy deluxe kiadásának bónusz DVD-je |
| I Told You I Was Trouble: Live in London                     | - Felvétel: 2007. március 9. - Megjelent: 2007. november 5. - Kiadó: Island - Formátumok: DVD, Blu-ray, LP, CD | - Élő koncertfelvétel a londoni Shepherd's Bush Empire-ben - Tartalmaz egy dokumentumfilmet is, amely a hírnévre való felemelkedésére összpontosít |
| In Concert 2007                                              | - Felvétel: 2007. június 29. - Megjelent: 2011. augusztus 30. - Kiadó: Immortal - Formátum: DVD                | - Élő koncertfelvétel a belforti Eurockéennes fesztiválon, Franciaországban |

### Videóklipek
| Cím                                      | Év   | Rendező(k)                       |
| ---------------------------------------- | ---- | -------------------------------- |
| Stronger Than Me                         | 2003 | Enrico Zanetti                   |
| Take the Box                             | 2004 | Kyle Eaton                       |
| In My Bed                                | 2004 | Paul Gore                        |
| Fuck Me Pumps                            | 2004 | Marlene Rhein                    |
| Rehab                                    | 2006 | Phil Griffin                     |
| You Know I'm No Good                     | 2007 | Phil Griffin                     |
| Back to Black                            | 2007 | Phil Griffin                     |
| Tears Dry on Their Own                   | 2007 | David LaChapelle                 |
| Love Is a Losing Game (montázs változat) | 2007 | Ismeretlen                       |
| Love Is a Losing Game (élő változat)     | 2007 | Ismeretlen                       |
| Valerie (Mark Ronson és a Winettes)      | 2007 | Robert Hales                     |
| Just Friends                             | 2008 | Anthony Mathile és Robert Semmer |
| Body and Soul (Tony Bennett-tel)         | 2011 | Unjoo Moon                       |
| Our Day Will Come                        | 2011 | Ismeretlen                       |